# Powiat Kanzaki
Powiat Kanzaki (jap. 神埼郡 Kanzaki-gun) – powiat w Japonii, w prefekturze Saga. W 2024 roku liczył 16 347 mieszkańców.

## Miejscowości
- Yoshinogari